# Geschichte der Stadt Naila

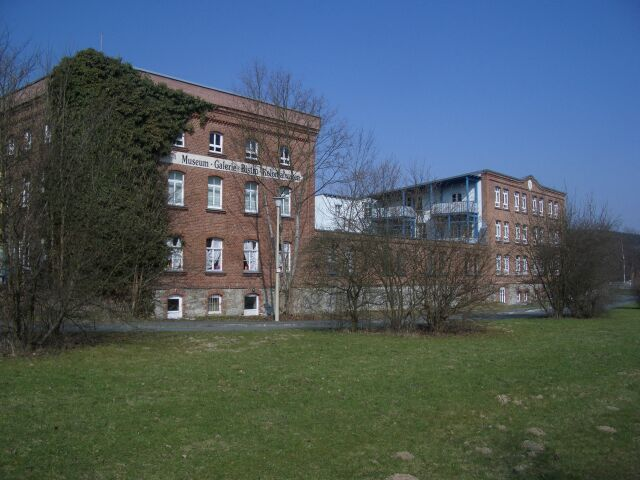
Ehemalige Schuhfabrik, heute Museum Naila im Schusterhof

Die Geschichte der Stadt Naila in Oberfranken beginnt mit der Besiedlung des Nordwaldes durch die Kelten im 7. Jahrhundert nach Christus. Wichtige Stationen der weiteren Entwicklung waren die Stadtgründung, der Bergbau und die Industrialisierung.

## Frühzeit, bis 10. Jahrhundert
Als erste Bewohner des Gebietes um Naila werden Kelten vermutet. Anhaltspunkte sind u. a. die Ortsnamen Kemlas und Marlesreuth, die nach Aussagen von Sprachwissenschaftlern keltischen Ursprungs sein sollen. Am Rand des Ortskerns von Naila wurden bei Bodenbohrungen 24 Keramikscherben gefunden, die anhand einer Radiokohlenstoffdatierung der sie umgebenden Holzkohle in die Jahre 600–900 n. Chr. datiert werden konnten. Da außerdem bei diesen Scherben Eisenschlacke gefunden wurde, die ebenfalls aus dieser Zeit stammt, würde das bedeuten, dass es schon vor der eigentlichen Besiedlung durch germanische Stämme eine produzierende und damit auch siedelnde Bevölkerung auf Grundlage des Bergbaus im Raum Naila gegeben hat.
Anschließend wurde die Gegend um Naila in den Jahren 850 bis 1000 als Teil der Bavaria Slavica von Slawen bevölkert. Darauf deuten einige Ortsnamen hin, die slawischen Ursprungs sind, wie Döbra (vgl. tschechisch dobrá: gut), Premeusel bei Presseck (vgl. polnisch przemysl und tschechisch přemysl: pflügen, umgestalten) oder Tschirn (tschechisch černý: schwarz). Die slawische Besiedlung war jedoch nicht so dicht wie die spätere, von den Bamberger Bischöfen geförderte Kolonisation, in deren Folge die verbliebenen Slawen christianisiert und assimiliert wurden.

## Deutsche Besiedlung, ca. 11.–14. Jahrhundert
Die erste Welle von Siedlern aus dem fränkischen und thüringischen Raum jenseits des nahen Rennsteigs im Raum Naila wird um das Jahr 1000 vermutet. Diese rodeten Wald und betrieben Feld- und Ackerbau auf den erschlossenen Flächen. Welches Adelsgeschlecht Naila gegründet hat, ist nicht sicher. In Frage kommen vor allem die Radecker und ihre Vorfahren, die Herren von der Grün, die in den ersten Urkunden über Naila erwähnt werden. Das früheste bekannte Naila lag am Zusammenfluss des Dreigrünbachs mit der Culmitz. Ca. 1200–1300 gab es die zweite größere Siedlungswelle deutscher Stämme, die viele der kleineren Ortschaften um Naila hervorgebracht hat und ein dichteres Netz von Siedlungen zur Folge hatte.

## Erste urkundliche Erwähnungen, ca. 14.–15. Jahrhundert
Es gibt Hinweise, dass Naila schon im Jahr 1333 in Rechtsgeschäften zwischen dem Hochstift Bamberg und verschiedenen Adelsgeschlechtern eine Rolle gespielt hat. Naila ist in Urkunden der Vögte von Weida aus dem Jahr 1343 erstmals dokumentiert. Die älteste dieser Urkunden nannte jedoch noch nicht den Namen Naila, sondern bezeichnete den Ort als „Neulins“. Die Übersetzung ins Neuhochdeutsche lautet folgendermaßen:

„Wir, Heinrich der Ältere und Heinrich der Jüngere, Vögte von Weida und alle unsere Erben bekennen öffentlich in (an) diesem gegenwärtigen Brief, dass wir unseren lieben Getreuen, Hans von Weißelsdorf und Konrad dem Radecker und allen ihren Erben leihen und geliehen haben das Gericht über das Dorf Neulins und alles was dazugehört, mit all den Rechten als wir es gehabt haben und als wir es dem vorgenannten Konrad dem Radecker vorher auch geliehen haben und wollen ihm kein Unrecht daran tun mit Arglist […] Darüber zu einem Zeugnis geben wir ihnen diesen Brief, versiegelt mit unseren beiden Siegeln, die daran hängen, der gegeben ist nach Gottes Geburt dreizehnhundert Jahre danach in dem dreiundvierzigsten Jahr, an dem nächsten Tag nach Erhardt.“

Da sich von da an die urkundlichen Erwähnungen mehren, kann man davon ausgehen, dass Naila in der Zeit bis 1400 n. Chr. ein starkes Bevölkerungswachstum hatte. Die Bezeichnung Dorf lässt darauf schließen, dass es schon 1343 eine ansehnliche Größe gehabt haben muss. 1398 wurde Froschgrün erstmals urkundlich erwähnt, als Kunemund und Petzold von Dobeneck am 26. März ein Lehen in Froschgrün vom Burggrafen empfingen. Naila wurde auf den Urkunden jetzt „dorff zum Newlein“ betitelt.

## Erhebung zur Stadt, Anfang 15. Jahrhundert

Wappen der Stadt Naila

Ein Schiedsspruch aus dem Jahr 1435 zur Beilegung des Streits zwischen den Gotteshauspflegern in Naila und dem Pfarrer in Steben wegen der für das Gotteshaus gegebenen Spenden erwähnt die St.-Veits-Kirche in Naila. Die St.-Veits-Kirche war ein Vorgängerbau der heutigen evangelischen Stadtkirche.
Im Jahre 1454 wurde Naila von Markgraf Johann IV. von Brandenburg-Kulmbach zur Stadt erhoben. Dabei wurde auch das bis auf kleine Änderungen bis heute gültige Wappen festgelegt. Mit der Wappenverleihung waren keine Privilegien verbunden. Naila muss so reich gewesen sein, dass es die zum Kauf eines Wappenbriefes nötige Summe selbst aufbringen konnte. Naila war damals Markt mit Bürgermeister und Rat, hatte also eine städtische Verfassung. Märkte, vor allem Jahrmärkte und Viehmärkte, belebten den Handel und sicherten dem Ort Einkünfte. Damit verbunden dürfte das Recht der Bürger zum Mälzen, Brauen und Schänken gewesen sein. Der mutmaßliche Reichtum des Ortes könnte seine Ursache im Aufblühen des Bergbaus gehabt haben.

## Entwicklung und Bedeutung der Bergbautätigkeit Mitte des 15. Jahrhunderts bis zum Beginn des 18. Jahrhunderts
Im Juli 1456 erließ Markgraf Albrecht Achilles eine Ordnung des Berckwercks über das Kupferfletz zu Neylen. 1466 wurde über ein Hammerwerk und 1471 über Versuche zum Abbau von Erzen in Nailaer Gruben berichtet.
Am 5. Oktober 1471 wurde Wilhelm von Wildenstein bei der Gesamtbelehnung mit Schloss Wildenstein vom Bamberger Bischof Georg I. von Schaumberg mit dem Bann, über das Blut zu richten, belehnt. Die Macht der in Naila sitzenden Wildensteiner dürfte in dieser Zeit ihren Höhepunkt erreicht haben. In dieser Zeit wandelte sich das Dorf von einer Agrargemeinschaft in einen industriell ausgerichteten Markt. In einer alten Bergbauchronik heißt es über das Jahr 1477, Naila sei um jene Zeit durch seine Kupfer- und Eisenbergwerke so in die Höhe gekommen, dass es an Größe fast mit der Stadt Hof wetteifern konnte.
Im Jahr 1502 verzeichnet das Hofer Landbuch als markgräflichen Besitz in Naila 28 Güter, 9 Gütlein, 2 Höfe, 1 Halbhof, 1 Häuslein und 1 wildes Haus, weiter die Selbitzmühle, die Culmitzmühle, den Weinrichshammer, die Badestube, das Frühmesshaus und die Kirche sowie 2 Edelmannssitze mit 20 besetzten Gütern der Herren von Wildenstein.
Im 15. Jahrhundert waren die blühenden Hauptwirtschaftszweige Bergbau und Hüttenwesen; Kupfer- und Eisenerze wurden bis in die Mitte des 18. Jahrhunderts abgebaut. Die Nailaer Bergwerke gruppierten sich um den Hofer Berg. Dabei lagen die zwar wertvolleren, jedoch auch wegen der ständigen Wassereinbrüche kostspieligeren, im Selbitzgrund, während sich die anderen auf etwa auf der Höhe der Straße zum heutigen Wohngebiet Lindenpark und nach Rodesgrün befanden.
Die im Selbitzgrund gelegenen Kupferbergwerke verdanken ihren Wert einem Gang von Kupfererz, der eine reiche Ausbeute ergab. Es wurde berichtet, dass man dort sogar gediegenes Kupfer gefunden hat. Beide Werke hatten wohl wegen ihres schon frühzeitig erkannten Wertes biblische Namen. Das Bergwerk Reicher König Salomo, benannt nach König Salomo, befand sich rechts der Hofer Straße etwa dort, wo heute die Fabrikanlagen des Textilwerkes Naila stehen. Links der Straße, etwa an der Stelle der alten Gebäude der Firma Paetzel & Sell und eines Teils des Sportplatzes der Freien Turnerschaft lag das Bergwerk Königin vom Reich Arabien.
Zu den ergiebigsten gehörte das Eisenbergwerk Wilder Mann. Es war nach dem Wappenbild der Stadt Naila benannt. Es gab den Oberen und den Unteren Wilden Mann. Die Schächte des Oberen Wilden Mannes befanden sich etwa an der Stelle des Kreiskrankenhauses. Unterhalb davon, links der Straße, lag der Untere Wilde Mann. Beide Werke lieferten einen gehaltreichen Spateisenstein, der oft Knollen von Kupfererz einschloss. Der Obere Wilde Mann war das ergiebigere Werk.
Rechts der Hofer Straße, etwa gegenüber dem Kreiskrankenhaus, war hinter der Wildemannshalde, auf der das geförderte Erz aufgeschüttet wurde, das ebenfalls auf Eisen betriebene Bergwerk Weiser Mann. Südöstlich davon am Hang des Eschenbachs befand sich das Bergwerk Sankt Jakob. Es wurde ebenfalls auf Eisen betrieben, erlangte jedoch wie der Weise Mann keine größere Bedeutung. Der Name dürfte zu Ehren des Apostels Jakobus gewählt worden sein.
Nach dem Reformator Martin Luther (1483–1546) war das im Jahr 1755 auf dem Schelmenacker (heute Park und Villa Seyffert) zur Gewinnung von Kupfer eröffnete Bergwerk benannt, das jedoch kurze Zeit später wieder geschlossen werden musste.
Der Bergbau spielte bis ins frühe 18. Jahrhundert eine tragende Rolle für die Prosperität der Stadt. In seinem Gefolge entwickelten sich u. a. Schuhmacherei und Weberei zu wichtigen Wirtschaftszweigen; diese Handwerkszweige stellten die für die Bergleute notwendige Ausrüstung her.
Um die Kupferbergwerke im Selbitzgrund vor den ständigen Wassereinbrüchen zu schützen, verlegte man zwischen 1691 und 1695 das Selbitzflussbett von der östlichen auf die westliche Talseite. Das Flussufer wurde zusätzlich mit einem Damm gegen Hochwasser geschützt.

## 16. und 17. Jahrhundert – Reformation und Dreißigjähriger Krieg
Zwischen 1518 und 1523 wurde Naila selbständige Pfarrei. 1529 wurde die Reformation eingeführt.
1626 brannte Naila samt Kirche vollständig nieder. Zwischen den Jahren 1632 und 1634 wurde Naila in den Wirren des Dreißigjährigen Krieges mehrmals überfallen und gebrandschatzt. Noch während der Kriegswirren wurde 1639 das Pfarrhaus und 1640–1654 die Kirche wieder aufgebaut. 1646 erhielten die Nailaer Schuhmacher ihre Zunftordnung. In der zweiten Hälfte des 17. Jahrhunderts gründeten sich weitere Zünfte. 1683 wurde ein Bergamt eingerichtet. 1685 gründeten Hugenotten, die wegen ihres Glaubens aus Frankreich vertrieben worden waren, eine reformierte Gemeinde. Die Belebung der Bergbautätigkeit sorgte nach den Zerstörungen zu Anfang des Jahrhunderts für einen wirtschaftlichen Aufschwung. Für 1699 gibt es Hinweise auf eine Rektoratsschule.

## Ende des Bergbaus, 18. Jahrhundert
1716 sind in Naila 142 Häuser und acht Zünfte dokumentiert worden. In den 40er-Jahren des 18. Jahrhunderts erlebte der Bergbau seinen letzten Höhepunkt. 1765 wurde die Marmorbrücke über die Selbitz gebaut und drei Jahre später fertiggestellt. Im Jahr 1792 wurde Naila zusammen mit dem Markgraftum Brandenburg-Bayreuth/Culmbach kurzzeitig preußisch.

## 19. Jahrhundert: Naila wird bayerisch, Beginn der Industrialisierung

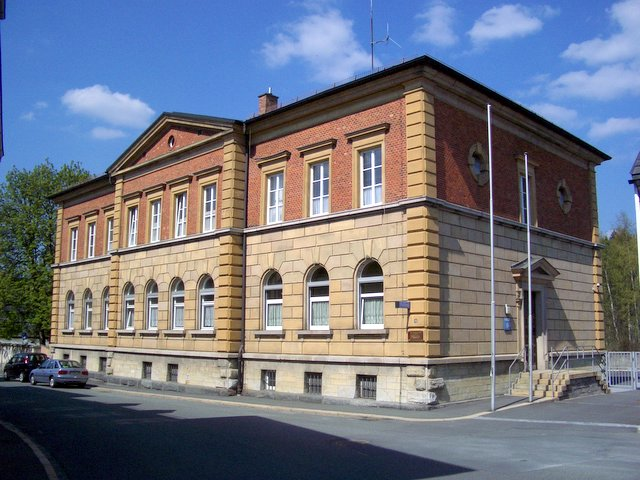
Ehemaliges Amtsgericht, heute Polizei-Inspektion

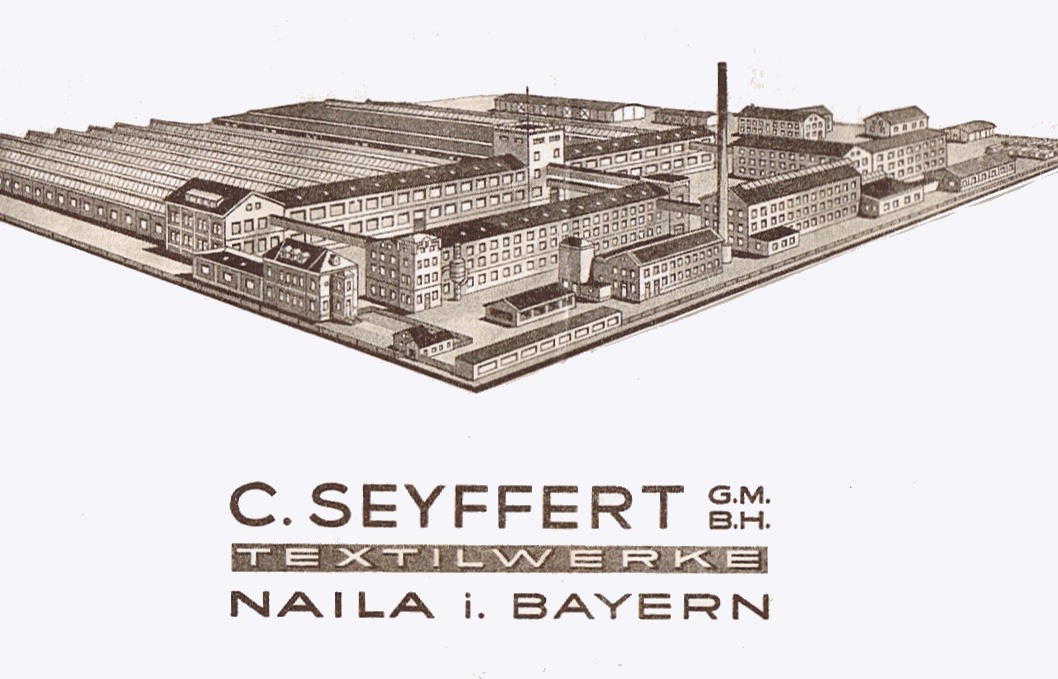
Briefkopf der Textilwerke C.Seyffert

1810 wurde Naila mit den östlichen Teilen Frankens bayerisch. Zwei Jahre später wurde ein Bayerisches Landgericht eingerichtet. Im damaligen Landgerichtsgebäude ist die Polizeiinspektion Naila untergebracht. 1818 wurde Naila zur Stadt erhoben mit Bürgermeister, Magistrat dritter Klasse und Gemeindekollegium. Der Bau eines neuen Bezirksamtsgebäudes wurde 1825 begonnen. Heute wird dieses Gebäude als Rathaus genutzt. Die erste Postexpedition wurde 1848 eingerichtet. Um 1858 gab es letzte Anstrengungen zur Belebung des Bergbaus in Naila, jedoch schon 1859 kam die Anordnung zur Einstellung.
Ein tiefer Einschnitt in die städtische Entwicklung war der große Brand vom 3. August 1862, bei dem fast die gesamte Stadt vernichtet wurde. Doch schon 1871 wurde die heutige evangelische Kirche geweiht.
1881 wurde der neu angelegte Friedhof eingeweiht und etwa zu dieser Zeit war auch der Beginn der industriellen Textil- und Schuhproduktion in Naila. Seit 1883 ist Naila Sitz der Sektion Frankenwald des Deutschen und Österreichischen Alpenvereins. Daraus ging später der Frankenwaldverein hervor.
Am 1. Juni 1887 wurde Naila an die Bahnlinie Hof-Marxgrün angeschlossen. Mit dem Bahnanschluss bekam die Industrialisierung in Naila einen großen Schub. Es entwickelte sich eine starke mittelständische Industrie mit den Schwerpunkten Textil- und Schuhherstellung. Wichtige Betriebe waren die 1884 gegründete Schuhfabrik Seifert & Klöber und die 1891 eröffnete Buntweberei C. Seyffert, die bereits 1914 über 600 Webstühle verfügte.
Die erste Nailaer Zeitung erschien 1897. Ein Jahr später, im Jahr 1898, folgte die erste Telefonanlage. Das Eisenbahnnetz wurde durch Verlängerung der bestehenden Verbindung von Hof bis Bad Steben erweitert.

## 20. Jahrhundert

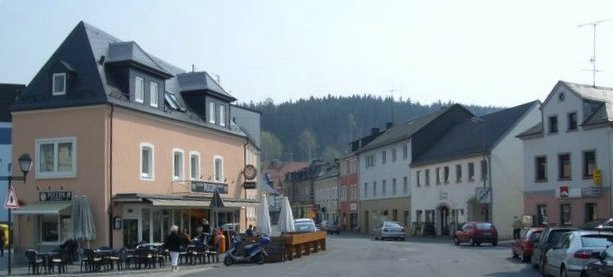
Kronacher Straße, darunter die abgedeckte Culmitz

1901 wurde mit der Höllentalbahn eine Anbindung ins benachbarte Thüringen geschaffen und ab 1910 zweigte in Naila die Nebenbahn nach Schwarzenbach am Wald ab. Von diesen Strecken ist nur noch die Bahnstrecke Hof–Naila–Bad Steben in Betrieb. Das städtische Elektrizitätswerk wurde 1909 eingeweiht. Die Nailaer Infrastruktur wurde damit zu Beginn des 20. Jahrhunderts erheblich erweitert.

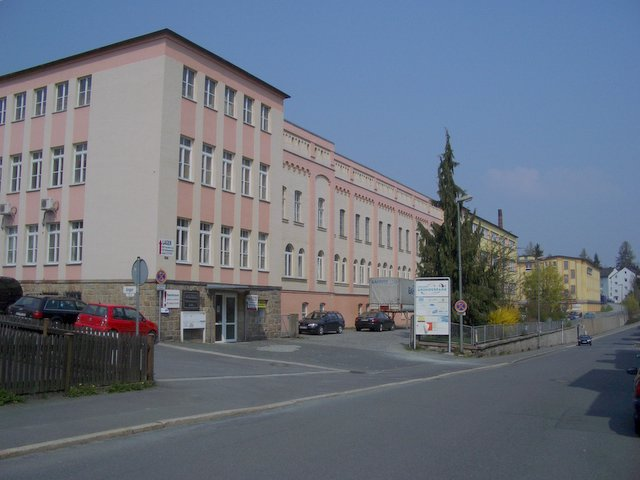
Gebäude der ehemaligen Schuhfabrik Seifert & Klöber, später Panda

Noch vor dem Ersten Weltkrieg, im Jahr 1914, entstand die Schuhfabrik Franken. Im selben Jahr wurde die AOK Naila gegründet. Der Krieg brachte der Stadt fast 130 Gefallene und Vermisste. Im Jahr 1920 wurde Froschgrün eingemeindet, das vorher schon mit der Stadt Naila verwachsen war. Auch die Wirtschaft kam wieder in Schwung. So nahm 1921 eine Porzellanfabrik in Naila den Betrieb auf. Im selben Jahr brannten elf Scheunen an der Hauptstraße ab. 1923 wurde der neu angelegte städtische Friedhof eingeweiht, ein Jahr später das Postamt gegenüber dem Bahnhof erbaut. Im Jahr 1928 wurden Straßennamen eingeführt. Bis zum Zweiten Weltkrieg war Naila, nicht zuletzt wegen der guten Schienenanbindung, ein wirtschaftliches Zentrum im Frankenwald. Dies wurde 1931 mit der Eröffnung des Frankenwaldmuseums dokumentiert. Ein Beispiel für die Bedeutung der Nailaer Industrie in jener Zeit war die Schuhfabrik Seifert & Klöber, später Panda-Schuhfabrik genannt. Sie hatte 1934 1000 Beschäftigte und stellte täglich 3000 Paar Schuhe her. Damit war sie die größte Schuhfabrik in Bayern. Die Schuhe wurden unter dem Markennamen Wohlauf vertrieben.
Am Ende des Zweiten Weltkrieges trieben SS-Männer auf einem Todesmarsch eine Kolonne von Häftlingen aus dem KZ Buchenwald am Ort vorbei, von denen neun erschlagen wurden. Auf dem Städtischen Friedhof an der Albin-Klöber-Straße, wo sie begraben sind, erinnert ein Gedenkstein an diese Opfer des Faschismus. Im Krieg fielen nahezu 200 Nailaer, zahlreiche Soldaten wurden vermisst. Am 14. April 1945 gegen 17.30 Uhr wurde die Stadt durch amerikanische Truppen kampflos besetzt. Die US-Armee hatte mit Panzerspitzen an der Lichtenberger Straße Stellung bezogen und einen Zivilisten mit Namen Hans Hoffmann ins Rathaus geschickt. Er sollte herausfinden, ob Naila verteidigt wird. Hoffmann überbrachte den Amerikanern die Nachricht, dass die Stadt kampflos besetzt werden könne. Naila wurde nach der Besetzung provisorischer Garnisonsstandort der US-Streitkräfte. Nach der Grenzziehung fiel mit Thüringen ein wichtiger Absatzmarkt weg. In den Jahren bis 1948 kamen zahlreiche Flüchtlinge und Heimatvertriebene, insbesondere aus dem Sudetenland.
Die Nailaer Wirtschaft und Industrie erholte sich nach dem Krieg recht schnell, u. a. mit der schon zwei Jahre nach Kriegsende eingeweihten Maschinenfabrik LIBA, die als Ausbildungsstätte für Textilingenieure einen sehr guten Ruf genoss. 1966 zog die 16. Kompanie des Fernmelderegiments 32 der Luftwaffe zur Luftraumbeobachtung der nahen innerdeutschen Grenze in die neu erbaute Frankenwald-Kaserne ein und die amerikanische Einheit wurde abgezogen.

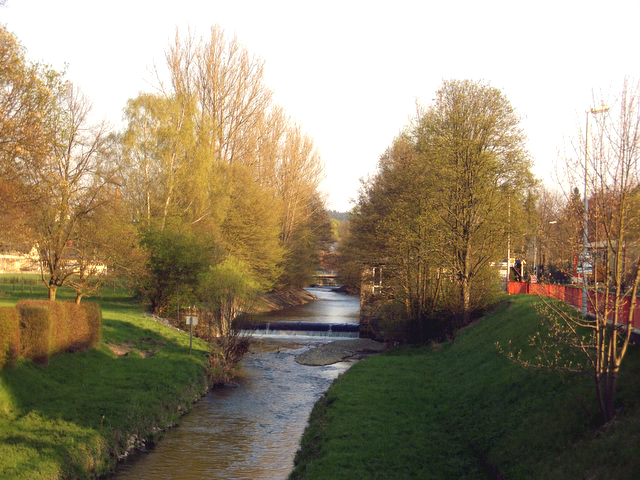
Wehr an der Selbitz beim Bahnhof

Im gleichen Jahr wurde die Selbitzregulierung abgeschlossen, außerdem wurden die Culmitz und der Dreigrünbach innerhalb des Stadtgebietes abgedeckt. Das Freibad am Dreigrünbachgrund wurde 1969 fertiggestellt und ein Jahr später der Neubau des Gymnasiums begonnen. Im Zuge der Gebietsreform in Bayern wurde am 1. Juli 1971 Culmitz eingemeindet. Am 1. Juli 1972 kam Naila zusammen mit dem Landkreis Naila in den Landkreis Hof. 1977 begannen die Arbeiten am Neubau der Frankenhalle. Das Kinderdorf Martinsberg wurde 1981 eingeweiht, 1983 das städtische Stadion. 1984 folgte die Einweihung der BMX-Bahn, die später zu einem Skatepark umgebaut wurde.

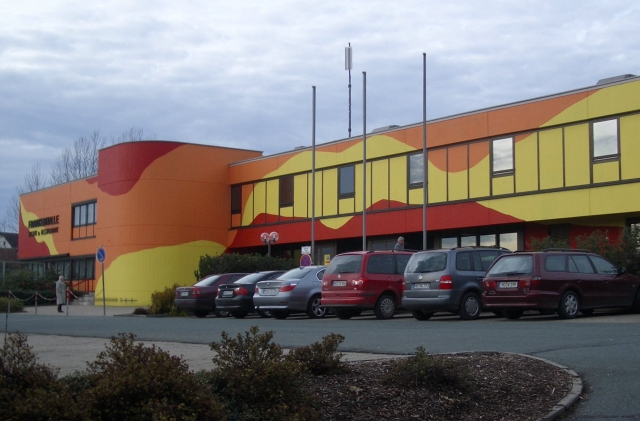
Naila, Frankenhalle

Nach der Grenzöffnung am 9. November 1989 bekamen Besucher aus der DDR in Naila über elf Millionen DM Begrüßungsgeld ausgezahlt. Dieses wirkte sich auch positiv auf den Einzelhandels in Naila aus, da viele Thüringer die erste Anlaufstelle im Westen zum Einkaufen nutzten und das angrenzende Vogtland noch recht strukturarm war. Um den ersten Anzeichen des Demografieproblems entgegenzuwirken, wurde 1990 ein Seniorenstift eingeweiht. Nach den Jahrzehnten der Prosperität war in Naila in den 1990er-Jahren der wirtschaftliche Höhepunkt überschritten. Die Panda-Schuhfabrik, ehemals Seifert & Klöber, stellte 1991 ihre Produktion ein, 1992 wurde die Frankenwald-Kaserne aufgelöst. Die Aufgabenstellung, die Luftraumüberwachung nahe der innerdeutschen Grenze, fiel weg. Im Jahr 1993 erhielt die Stadt Naila den Status eines Mittelzentrums in der Planungsregion Oberfranken-Ost. 1994 kam es zur Einstellung des Güterverkehrs auf den Bahnstrecken nach Bad Steben und Schwarzenbach am Wald, der Bahnschalter Naila wurde geschlossen. Nach der Eröffnung der Stadtbibliothek 1996 und des Skateparks 1998 kam es 1999 zur Insolvenz der Textilfabrik C. Seyffert, die als Textilwerk Naila GmbH fortgeführt wurde und im Jahr 2003 endgültig die Produktion einstellte.

## 21. Jahrhundert
Am 6. November 2014, anlässlich des 25. Jahrestages des Mauerfalls und folgender deutscher Wiedervereinigung, wurde das Baumdenkmal für die Deutsche Einheit im Freizeitgelände „Am Ludelbach“ gepflanzt und eingeweiht vom Ersten Bürgermeister Frank Stumpf, Landrat Dr. Oliver Bär und Dr. Karl-Heinz Marquardt von der „Schutzgemeinschaft Deutscher Wald“. Marquardt übergab im Anschluss ein Gedenkschild, welches an einem beim Denkmal aufgestellten Grenzpfahl angebracht wurde. Die Big Band der musischen Realschule begleitete die Einweihung. Dekan Andreas Maar und Pfarrer Andreas Seliger celebrierten den kirchlichen Segen. Beendet wurde die Feierstunde mit dem Singen der Nationalhymne.